# Нурі ас-Саїд
Нурі Паша ас-Саїд (1888, Багдад — 15.07.1958, Багдад) — іракський політичний і державний діяч, вісім разів обіймав посаду прем'єр-міністра Іраку, по три рази був міністром оборони і міністром закордонних справ.
Один з ініціаторів створення Організації Центрального договору. В зовнішній політиці дотримувався пробританського курсу. Був убитий повсталими жителями Багдаду під час Іракської революції 1958 року.

## Життєпис
Народився в сунітській сім'ї бухгалтера північнокавказького походження. 1906 року закінчив військову академію в Стамбулі, служив у турецькій армії. 1912 року офіцером брав участь в італійсько-турецькій війні в Лівії, організовував рух опору італійським окупантам.
1913 року брав участь в організованому арабськими офіцерами турецької армії антитурецькій змові, після розкриття якої емігрував до Єгипту, де на деякий час потрапив у британський полон. 1916 року приєднався до арабського антитурецького повстання в Хіджазі, обіймав високі посади в армії еміра Фейсала, очолював арабські війська, що захопили Дамаск. 1921 року повернувся до Іраку, пішовши за вигнаним з Сирії французами королем Фейсалом. 1922 року був призначений першим начальником поліції, а 1924 — заступником начальника штабу армії.

## Смерть
У день повалення монархії Нурі ас-Саїд зник. Його син Сабаха схопили, вбили та протягнули вулицями Багдада. Тіло облили бензином і спалили на радість натовпу. ас-Саїд зумів сісти в човен, прив'язаний до причалу поблизу від його житла, та піднятися вгору Тигром. Його прихистив старий друг. Але Нурі ас-Саїд розумів, що невдовзі туди прийдуть повстанці, та, переодягнувшись в жіночий одяг[джерело?], спробував пробратися через Багдад до Ірану. Головнокомандувач армії отримав відомості про те, що Нурі ас-Саїд переховується в одному з будинків багдадського кварталу Баб аш-Шаркі. Туди негайно відрядили війська, почались пошуки, але колишньому прем'єру вдалося сховатися. Він пробирався через іракську столицю, але на площі Свободи один підліток побачив піжамні штани, що виглядали з-під жіночого одягу. Він закричав, й одразу ж навколо ас-Саїда зібралися люди. Один з солдатів, який перебував поряд, не роздумуючи, застрелив старого прем'єра. За іншою версією Нурі зумів вихопити пістолет і накласти на себе руки.
Колишнього прем'єра поховали того ж дня, але розлючений натовп понівечив його могилу, а труп політика потягли вулицями Багдада, де його повісили, спалили та знущались із нього. Після неодноразового наїзду на тіло муніципальними автобусами воно стало невпізнаваним.